# ريتشارد ألكسندر (ممثل)
ريتشارد ألكسندر (بالإنجليزية: Richard Alexander)‏ مواليد 19 نوفمبر 1902 في دالاس - الوفاة 9 أغسطس 1989 في لوس أنجلوس، كاليفورنيا، الولايات المتحدة، هو ممثل أمريكي بدأ مسيرته الفنية سنة 1921. امتدت مسيرته الفنية لأكثر من 49 عاما.

## الأعمال
- كل شيء هادىء على الجبهة الغربية
- الأزمنة الحديثة

## روابط خارجية
- ريتشارد ألكسندر على موقع IMDb (الإنجليزية)
- ريتشارد ألكسندر على موقع ألو سيني (الفرنسية)
- ريتشارد ألكسندر على موقع أول موفي (الإنجليزية)
- ريتشارد ألكسندر على موقع قاعدة بيانات الأفلام السويدية (السويدية)
- ريتشارد ألكسندر على موقع قاعدة بيانات الفيلم (الإنجليزية)
- ريتشارد ألكسندر على موقع كينوبويسك (الروسية)